# Culicoides lacustris
Culicoides lacustris är en tvåvingeart som beskrevs av Ronderos 1991. Culicoides lacustris ingår i släktet Culicoides och familjen svidknott. Inga underarter finns listade i Catalogue of Life.